# 扇千景
扇 千景（おおぎ ちかげ、1933年〈昭和8年〉5月10日 - 2023年〈令和5年〉3月9日）は、日本の女優、タカラジェンヌ（娘役・41期生）、政治家。本名は林 寛子（はやし ひろこ）。旧姓は木村（きむら）。兵庫県神戸市出身。
参議院議長（第26代）、国土交通大臣（初代・第2代）、運輸大臣（第78代）、北海道開発庁長官（第72代）、建設大臣（第69代）、国土庁長官（第36代）、科学技術政務次官（鈴木善幸改造内閣）、参議院文教委員長、参議院議員（5期）、保守党党首（初代）、新進党参議院議員会長（第3代）、靖国神社崇敬奉賛会会長（第3代）などを歴任した。
位階は従二位、称号は旭日大綬章（女性初）、桐花大綬章（女性初）、大韓民国修交勲章光化章、台湾一等景星勲章、フランス共和国ボージョレーワイン委員会・フランス食品振興会認定コンパニヨン・デュ・ボージョレー騎士。
夫である四代目坂田藤十郎との間に、長男の四代目中村鴈治郎と次男の三代目中村扇雀がいる。中村壱太郎と中村虎之介は孫。義妹は勝新太郎の妻で女優の中村玉緒。

## 経歴

### 生い立ち
兵庫県神戸市須磨区に銀行員の父・木村松太郎、母・みさゑの三女として生まれる。兵庫県立神戸高等学校卒業後、大学進学を望んでいたが、父親の強い希望により大学進学をあきらめる。友人が勝手に願書を送付し、受験して合格した宝塚音楽学校に、父親への反発もあり、進学する。

### 宝塚歌劇団

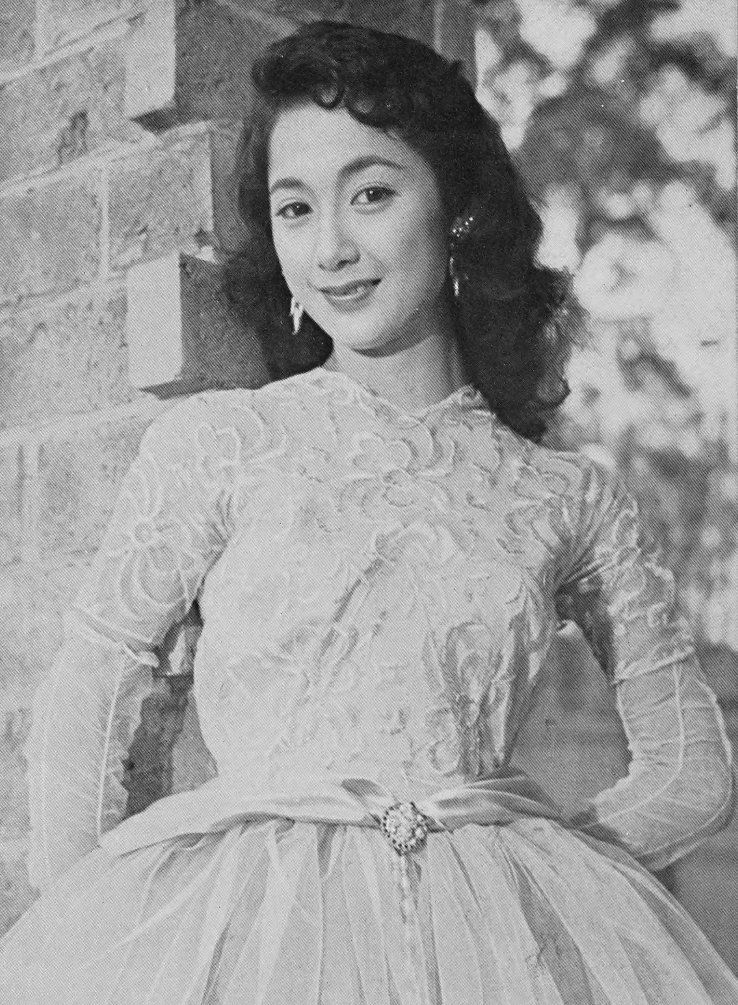
『映画情報』1957年4月号（国際情報社）より

1954年、宝塚歌劇団に41期生として入団。入団時の成績は4番。星組公演「春の踊り」で初舞台。花組に配属後、映画専科へと異動。宝塚在団中に宝塚映画「快傑鷹 第一篇 蛟竜風雲の巻」で映画デビュー。以降もテレビドラマや映画に出演し、1956年には「夜霧の女」で春日野八千代の相手役として盲目の少女ジェニイを演じ、新人演劇賞を受賞した。

### 女優時代
1957年5月31日付で歌舞伎役者の2代目中村扇雀（後の4代目坂田藤十郎）との結婚のため退団。1958年に結婚し、しばらく芸能活動から遠ざかった。知人の薦めにより日本教育テレビ（現テレビ朝日）制作の単発テレビドラマ『君はいま何を見つめている』（1959年10月29日放送）に出演する。本作品で第14回文部省芸術祭個人奨励賞を受賞し、再デビューする。芸能界に復帰してから映画やテレビドラマなどに多数出演し、1965年の連続テレビ小説『たまゆら』（NHK）や1968年の『大奥』（関西テレビ）、『花は散るらん』（東海テレビ）などに出演した。
フジテレビの主婦向けワイドショー『3時のあなた』で司会を4年間担当したほか、富士フイルム「シングル8」のCMで「わたしにも写せます」のフレーズは人気を集めた。これまでに出演した映画は53作品である。

### 参議院議員
自由民主党総裁福田赳夫首相や幹事長大平正芳らの要請を受け、1977年7月、第11回参議院議員通常選挙に自由民主党公認候補として全国区から立候補し初当選する。当時はタレント候補の1人と評された。自民党内では当初、福田率いる清和会に属した。1989年の第15回参議院議員通常選挙では次点で落選したが、1993年に山岡賢次が第40回衆議院議員総選挙立候補に伴い参議院議員を退職（自動失職）したため、繰上当選となった。
1994年に自民党を離党して新生党に入党し、12月10日の新進党結党に参加する。1995年、第17回参議院議員通常選挙比例区で再選した。新進党解党後は小沢一郎率いる自由党結党に参画し、自由党が自民党と連立を組んだことで再び与党議員となった。
2000年4月、与党連立政権を離脱した小沢らと袂を分かち、海部俊樹元首相や野田毅、二階俊博ら25名の議員とともに保守党を結成して初代党首に就任する。

### 運輸大臣・建設大臣
第2次森改造内閣（省庁再編前）で、建設大臣兼国土庁長官として初入閣する。中央省庁再編に備えて運輸大臣、北海道開発庁長官も兼務した。
建設大臣時代は、内閣支持率が低迷する中で若築建設事件で接待を受けた建設官僚の名前を公表し、「建設白書」や防災服デザインの見直しなどの施策を打ち出したことで、森内閣のイメージアップ策に寄与した。運輸大臣・建設大臣時代の扇の仕事の一つには、2000年6月末から噴火して段階的に拡大していった三宅島の全島民避難（9月2日より実施）の指揮が含まれる。
後年、『建設業界』誌の対談で語ったところによれば、扇は建設畑は未知で、国会に設置されている建設委員会の委員経験もなかった。しかし、森から与えられた機会を活かし、せめて持論の「一閣僚一仕事」程度は全うしようと考えた。当時、扇が気にかけていたのは、職員の士気が停滞しており、世間ではマスコミの報道によって「公共工事」イコール「悪」という認識が大手を振っていたように見えたことであった。
事実、扇自身も、自らの起用理由が第1次橋本内閣で建設大臣の地位にあった中尾栄一の汚職事件に起因することは意識していた。これらの問題を解決するため、扇は、汚職の原因である入札制度について世界中の事例を調査するように命じた。フランス、ドイツ、イタリアで施行されている「公共工事基本法」を参考とし、公共工事の入札の透明化を図るため、公共工事入札契約適正化法を作成することを課題とした。法案提出に当たっての問題は、公共工事の所管が各省庁に分散しており、調整作業を通常の慣行で実施した場合に5年はかかると見込まれたことであった。扇は総理の森に直訴したところ、森は「扇君が建設大臣として公共工事の基本法を策定しようとしているから、関係の省庁は挙げて協力するように」と閣議で指示した。その結果、法案提出は3か月で達成され、同法は成立した。

### 初代国土交通大臣

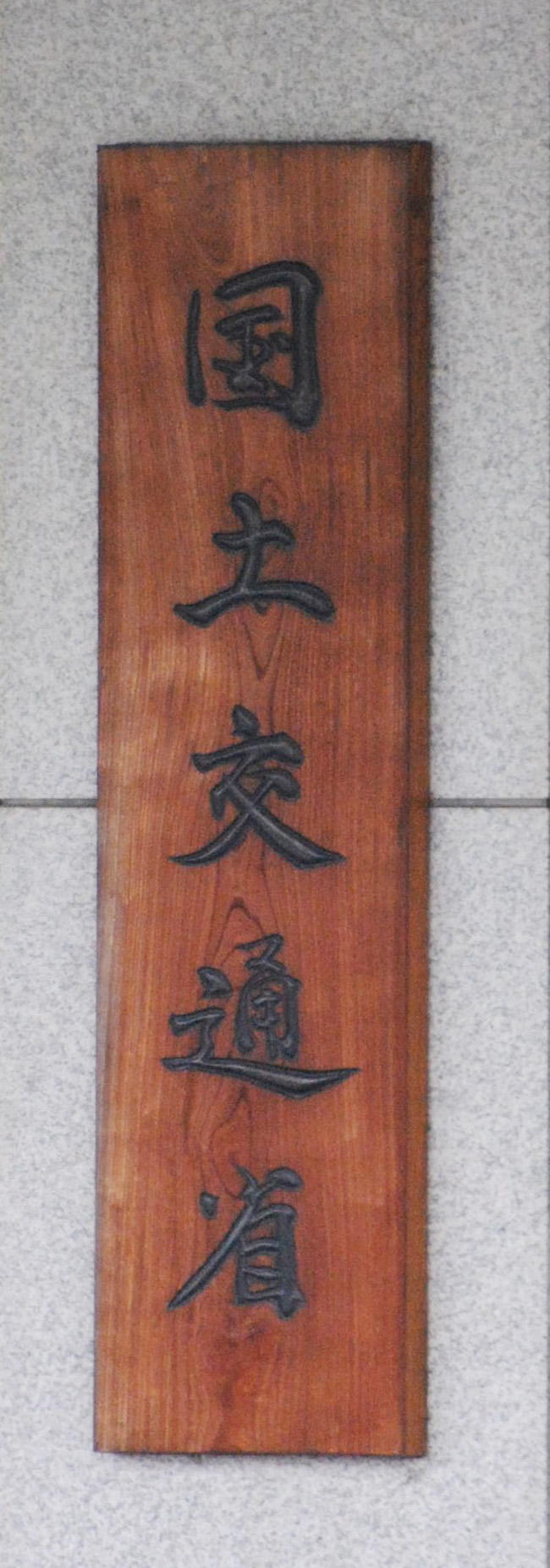
国土交通省の看板。扇が揮毫した。

中央省庁再編に伴い第2次森改造内閣（省庁再編後）が発足すると、そのまま初代国土交通大臣に就任した。初代国土交通大臣としての初会見では、自らを「扇の要」であると発言した。首都圏の空港問題に絡めて羽田空港に地理的利便性があることを理由に「首都圏空港の国内線は羽田、国際線は成田」という原則を崩して羽田の国内・国際共用を匂わせる発言をしたが、この発言に成田空港の地位低下を危惧した千葉県が反発した。
引き続き第1次小泉内閣から第1次小泉第1次改造内閣まで国土交通大臣を務める。この間、第19回参議院議員通常選挙で史上初の非拘束名簿式比例代表で再選したが、保守党の当選者が扇のみであったことの責任をとり、2001年9月17日、保守党党首の座を野田毅に譲った。
2001年の九州南西海域工作船事件では、海上保安庁所管大臣として海上警備行動の許可、不審船との攻防の動画の公開、船体の引き上げと公開をした。
鹿児島線列車追突事故では、停止信号下での列車進入を許容する「無閉塞運転」存続にこだわる鉄道局に強い指導性を発揮し、通信手段確保により「列車指令の許可のない無閉塞運転の禁止」（＝閉塞指示運転採用）を決めさせている。日本共産党衆議院議員瀬古由起子の質問通告を受けて、JR九州・JR西日本・JR東海を翻意させ、同種の事故を繰り返させた省庁としての監督責任追及質問をかわしたが、国会質問を介して、扇・瀬古とも自分の専門ではない技術分野に具体的に踏み込んで省庁側見解を改めさせた珍しい例である。
2002年、自動車の自賠責保険について金融庁長官の森昭治と連名で、自賠責法の指定紛争処理機関（損害調査機関）に自賠責共済紛争処理機構を指定した。

### 女性初の参議院議長

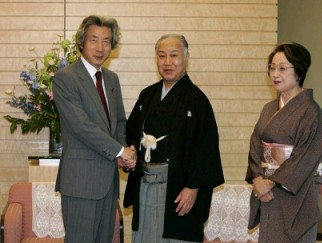
2005年10月、小泉純一郎と夫の坂田と

保守党の解党により保守新党が結成されると党参議院議員会長に就任し、2003年11月21日に保守新党が解党されると、自民党総裁小泉純一郎首相と幹事長安倍晋三の誘いで9年7か月ぶりに自民党に復党する。2004年7月30日に第26代参議院議長に選出された。貴族院時代も含めて女性の上院議長就任は憲政史上初めてで、衆参両院でも第68代衆議院議長土井たか子に次ぎ2人目だった。
2007年5月、次期参院選への不出馬と政界からの引退を表明する。「引退後は、夫と2人で互助新婚生活をしてみたい」と語った。

### 政界引退後
引退後の2014年、古巣である宝塚歌劇団の創立100周年記念で創設された「宝塚歌劇の殿堂」最初の100人の一人として殿堂入りを果たす。宝塚大劇場内にある殿堂には、扇の国土交通大臣時代のプレートが収蔵されている。
晩年は、公益財団法人日本尊厳死協会顧問を務めた。
2023年（令和5年）3月9日午前7時56分に、食道胃接合部がんのため、東京都内の病院で死去した。89歳没。訃報は4日後の13日に公表され、長男の四代目中村鴈治郎、次男の三代目中村扇雀が松竹を通じてコメントし、死去する1か月前に入院し「苦しまず、穏やかに」旅立ったとしている。死没日付をもって従二位に叙された。
葬儀・告別式は同月27日に東京都港区の増上寺光摂殿で執り行われた。法号は「華扇院妙慧日寛清大姉（かせんいんみょうえにちかんせいたいし）」。喪主は、長男で歌舞伎俳優の中村鴈治郎が務めた。弔辞は小泉純一郎元首相、尾辻秀久参議院議長、細田博之衆議院議長がそれぞれ述べ、公明党代表山口那津男参議院議員、自民党元幹事長二階俊博衆議院議員、岸田文雄首相らも焼香に訪れた。政界や歌舞伎界から親交のあった約700人が参列し、皇族からは高円宮妃久子が参列した。また、今上天皇から祭粢料が下賜された。葬儀前の同日午前中には遺骨を乗せた車が、国会議事堂など生前に議員生活を過ごした永田町周辺を周回している。
4月30日、次男・中村扇雀が4月28日に母の納骨を済ませたと語っている。

## 公的場面での通名（芸名）使用
日本の国会議員は、日本国民の代表として国会で立法に参画して行政にもの申す立場であり行政機関の一員ではないため、通名（非本名）使用が認められている。
ただし、国務大臣・政務次官（現在の副大臣・大臣政務官）などに任ぜられた場合は、議員としての立場とは別に、国の行政機関の一員として公文書を発し、時に国務大臣などの肩書きで、日本国民の権利・義務・許認可を左右することがあるため、説明責任明確化の観点から芸名（非本名）の使用は認められない。
このため、立法府の長である参議院議長としては、公式にも芸名の「扇千景」が用いられ、国土交通大臣などの行政官としても、記者会見・ウェブサイト・テレビ出演などの政府広報のような、権力の行使が直接伴わない場面では芸名が用いられたが、国務大臣任命の官記、国務大臣名義の公文書などの発出・署名など、権力・権限に関連する部分では、全て本名「林 寛子」が用いられた。
第2次森内閣（森喜朗首相）における平成12年7月4日付閣議口頭了解は、次の通りである。

## エピソード

### 阪急電車の追突事故

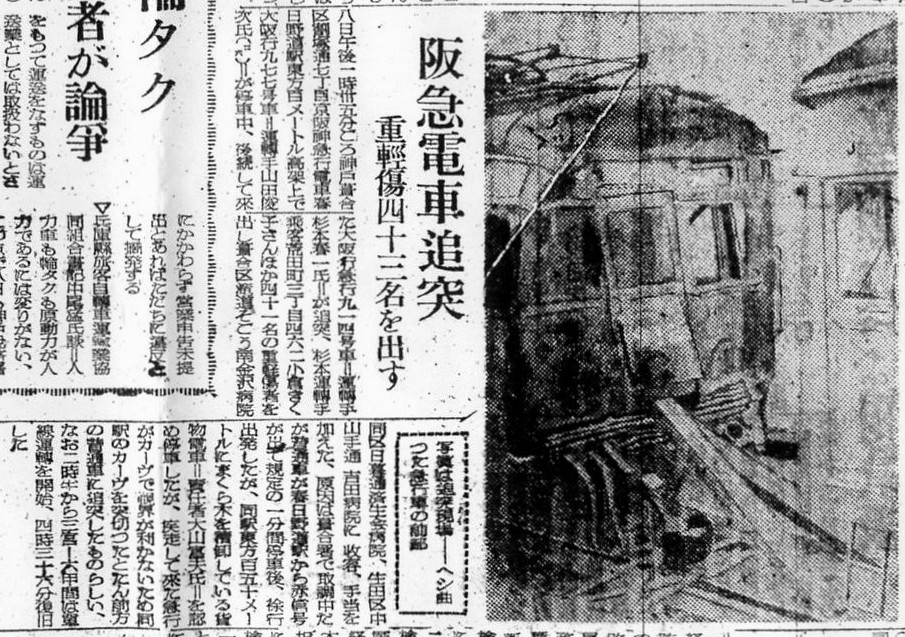
1948年（昭和23年）9月8日に発生した追突事故を報じる神戸新聞

1948年9月8日、阪急春日野道駅付近で発生した電車追突事故に巻き込まれ、肩の骨を複雑骨折して入院した。この際、見舞いに訪れた阪急の責任者でのちに神戸電鉄社長となる中田大三が、扇の父に「娘さんを宝塚歌劇団に預けてみませんか」と打診したところ、扇の父は激怒したという。この事故が扇の宝塚歌劇団入団のきっかけになったとする文献もある。

### コマーシャル
保守党が2001年第19回参議院議員通常選挙用に制作したテレビコマーシャル「保守ピタル編」は、国政を治療するコンセプトで女医に扮した扇が医療スタッフと回診する設定で制作された。コマーシャルの撮影は国会議事堂内で行われた。最後に扇がアップになり「私にも治せます」と決めゼリフを発する部分は、扇がかつて出演した上述8ミリカメラのコマーシャル「私にも写せます」のセルフパロディである。

### 道路建設反対派の子どもたちとのやり取り
国土交通大臣時代に東京外環自動車道の予定地を視察し、そこで建設反対の看板を持って座り込んでいた子どもたちに「都心に用のない車は他所を走って欲しい（外環道建設の主目的）と思う人!?」と呼びかけた。子どもたちは素直に応じてしまい、保護者は「子どもたちは自発的に来ているのです」とあり得もしない説明をしながらも、大慌てだったとされる。

## 略歴

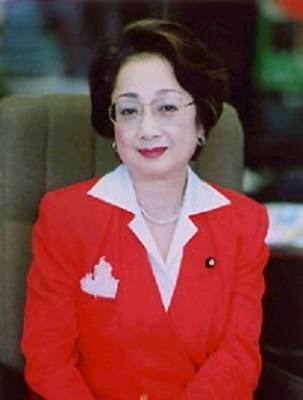
入閣時に公開された肖像

- 1933年5月10日 - 兵庫県神戸市須磨区で出生。
- 1952年3月 - 兵庫県立神戸高等学校卒業。
- 1954年 - 宝塚歌劇団入団（41期生）。
- 1957年5月 - 宝塚歌劇団退団。
- 1958年10月 - 2代目中村扇雀（後の4代目坂田藤十郎）と結婚。
- 1959年2月 - 第1子・長男（後の4代目中村鴈治郎）を出産。
- 1960年
  - 第14回文部省芸術祭個人奨励賞受賞。
  - 12月 - 第2子・次男（後の3代目中村扇雀）を出産。
- 1977年7月 - 自由民主党公認で、第11回参議院議員通常選挙に初当選。
- 1978年12月 - 参議院交通安全対策特別委員会理事に就任。
- 1979年12月 - 参議院内閣委員会理事、参議院エネルギー対策特別委員に就任。
- 1980年7月 - 参議院科学技術特別委員会理事、日本ユネスコ国内委員に就任。
- 1981年12月 - 科学技術政務次官に就任。
- 1983年6月 - 第13回参議院議員通常選挙で再選。自由民主党科学技術部会長に就任。
- 1985年6月 - 参議院文教委員長に就任。
- 1986年 - 自由民主党婦人局長に就任。
- 1989年7月 - 第15回参議院議員通常選挙で落選。
- 1993年9月 - 繰上当選（3選）。参議院規制緩和に関する特別委員長に就任。
- 1994年
  - 5月 - 参議院予算委員会筆頭理事に就任。
  - 自由民主党を離党し、新生党に入党。
  - 12月 - 新進党結党に参画。
- 1995年7月 - 第17回参議院議員通常選挙で4選。懲罰委員会理事に就任。
- 1998年1月 - 自由党結党に参画。自由党参議院幹事長に就任。
- 2000年
  - 4月 - 自由党と袂を分かち保守党結党。保守党初代党首・参議院議員会長に就任。
  - 7月 - 第2次森内閣で、建設大臣、国土庁長官に就任し初入閣。
  - 12月 - 第2次森改造内閣 (中央省庁再編前)で、運輸大臣、建設大臣、北海道開発庁長官、国土庁長官に就任。
- 2001年
  - 1月 - 第2次森改造内閣 (中央省庁再編後)で、初代国土交通大臣に就任。
  - 7月 - 第19回参議院議員通常選挙で5選。
- 2002年12月 - 保守新党結党に参画。保守新党参議院議員会長に就任。
- 2003年 - 自由民主党に復党。旭日大綬章受章（女性初）
- 2004年7月30日 - 参議院議長に就任（女性初）。
- 2007年7月28日 - 参議院議員を任期満了に伴い退任、政界引退。
- 2010年 - 桐花大綬章受章（女性初）。
- 2023年3月9日 - 東京都内の病院で食道胃接合部がんのため死去、89歳没。

## 選挙歴
| 当落                        | 選挙                     | 施行日        | 選挙区 | 政党       | 得票数  | 得票率 | 得票順位 /候補者数 | 比例区 | 比例順位 /候補者数 |
| --------------------------- | ------------------------ | ------------- | ------ | ---------- | ------- | ------ | ------------------ | ------ | ------------------ |
| 当                          | 第11回参議院議員通常選挙 | 1977年7月10日 | 全国区 | 自由民主党 | 790,022 |        | 28/102             | -      | -                  |
| 当                          | 第13回参議院議員通常選挙 | 1983年6月26日 | 比例区 | 自由民主党 |         |        |                    | 第16位 | -                  |
| 繰当                        | 第15回参議院議員通常選挙 | 1989年7月23日 | 比例区 | 自由民主党 |         |        |                    | 第16位 | -                  |
| 当                          | 第17回参議院議員通常選挙 | 1995年7月23日 | 比例区 | 新進党     |         |        |                    | 第2位  | -                  |
| 当                          | 第19回参議院議員通常選挙 | 2001年7月29日 | 比例区 | 保守党     | 610,212 | 91.7   | 1/5                | -      | -                  |
| 当選回数5回 （参議院議員5） |                          |               |        |            |         |        |                    |        |                    |

## 栄典
- 旭日大綬章（2003年）[27]
- 韓国修交勲章光化章（2005年）
- 台湾一等景星勲章（2008年）
- 桐花大綬章（2010年）[28]

## 主な出演作

### 舞台

#### 宝塚歌劇団時代
- ミュージカルプレイ 夜霧の女(1956年、雪組、宝塚大劇場）

#### 宝塚歌劇団退団後
- 喜劇 四谷怪談（1969年、帝国劇場）

### 映画
- 怪傑鷹（1954年、東宝）
  - 第一篇 蛟竜風雲の巻 - 美鈴 役
  - 第二篇 奔流怒涛の巻 - 美鈴 役
  - 第三篇 剣風乱舞の巻 - 美鈴 役
- 照る日くもる日（1954年、東宝）
  - 前篇 - 妙 役
  - 後篇 - 妙 役
- 岩見重太郎 決戦天の橋立（1954年、東宝） - お継 役
- 初恋ワルツ（1955年、東宝） - 鶴子 役
- 右門捕物帖 献上博多人形（1955年、東宝） - こずえ 役
- 海の小扇太（1955年、東宝） - 亜矢 役
- 女の学校（1955年、東宝） - 相沢雪子 役
- 復讐浄瑠璃坂（1955年、東宝）
  - 第一部 鬼伏峠の襲撃 - 菊乃 役
  - 第二部 暁の血戦 - 菊乃 役
- 白井権八（1956年、東宝） - 織江 役
- 鞍馬天狗 御用盗異変（1956年、東宝） - お滝 役
- 恋すがた狐御殿（1956年、東宝） - あけみ 役
- 疾風!鞍馬天狗（1956年、東宝） - お縫 役
- 箱入娘と番頭（1956年、東宝） - 妙子 役
- お初の片恋（1956年、東宝） - おまつ 役
- 男の花道（1956年、東宝） - お市ちゃん 役
- アチャコ行状記 嫁取り試験（1956年、東宝） - 清子 役
- てんてん娘（1956年、東宝）
  - 第一部 てんてん天気は日本晴れ - お喜代 役
  - 第二部 てんてん娘に花が咲く - 雪乃 役
- 金語楼純情日記 初恋社長（1957年、東宝） - まり子 役
- 金語楼純情日記 珍遊侠伝（1957年、東宝）- 恵子 役
- 美貌の都（1957年、東宝） - 三笠綾子 役
- 雨情（1957年、東宝） - 田奈部房江 役
- 三十六人の乗客（1957年、東宝） - バスガイド・幸子 役
- 別れの茶摘歌（1957年、東宝） - 末娘道子 役
- 「元禄忠臣蔵 大石最後の一日」より 琴の爪（1957年、東宝） - おみの 役
- 別れの茶摘み歌　お姉さんと呼んだ人（1957年、東宝） - 井上道子 役
- 太夫さんより 女体は哀しく（1957年、東宝） - 深雪 役
- 花嫁は待っている（1957年、東宝） - 西条マユミ 役
- 青春航路（1957年、東宝） - 江藤雅子 役
- 社長三代記（1958年、東宝）- 梅千代 役
- 続・社長三代記（1958年、東宝） - 梅千代 役
- 東京の休日（1958年、東宝） - ちかげ 役
- 大笑い捕物帖（1958年、東宝） - おせん 役
- ちゃっきり金太（1958年、東宝） - 上州屋おつう 役
- 続ちゃっきり金太（1958年、東宝） - 上州屋おつう 役
- 続々サラリーマン出世太閤記（1958年、東宝） - 今川好子 役
- 密告者は誰か（1958年、東宝） - あけみ 役
- 暖簾　1958年
- 山麓（1962年、東映） - 片桐操 役
- 勢揃い関八州（1962年、東映） - お浜 役
- お姐ちゃん三代記（1963年、東宝） - 石橋景子 役
- 遊侠三代（1966年、東映） - 鶴代 役
- 昭和残侠伝 一匹狼（1966年、東映） - 秋津加代 役
- 無頼非情（1968年、日活） - 沢田亜紀 役
- 神々の深き欲望（1968年、日活） - 刈谷夫人 役
- 喜劇 おめでたい奴（1971年、東宝） - タコ焼屋 役
- 藤圭子 わが歌のある限り（1971年、松竹） - 松平澄子 役

### テレビドラマ
- 君はいま何を見つめている（1959年10月29日、日本教育テレビ） ※第14回文部省芸術祭個人奨励賞受賞
- ゴールデン劇場 血槍坂崎(1959年12月2日、日本テレビ)- 千姫 役
- ぼんち（1962年1月 - 6月、日本教育テレビ）
- 恐喝者（1962年2月、日本教育テレビ）
- 嫁ぐ日まで（フジテレビ）
  - 「姉妹」（1963年2月20日）
  - 「女の館」（1963年7月1日）
- 日本映画名作ドラマ 猟銃（1963年11月3日、日本教育テレビ）
- 女徳 （1963年12月30日～64年4月17日　フジテレビ / NMC)- たみ 役
- 日産スター劇場 何処へ（1964年1月18日、日本テレビ） - 才太郎 役
- 風雪 第5回「大久保利通と車夫」（1964年5月7日、NHK） - 菊枝 役
- 徳川家康（1964年7月 - 1965年10月、日本教育テレビ） - 築山殿 役
- 香華（1965年1月 - 3月、日本教育テレビ）
- 連続テレビ小説 たまゆら（1965年 - 1966年、NHK） - 宮本さち子 役
- 続アッちゃん（1965年8月 - 1966年3月、日本テレビ） - 河鹿高子（ママ） 役
- 新吾十番勝負（1966年、TBS / 松竹テレビ室）- お鯉の方
- 鳴門秘帖（1966年、毎日放送）
- 船場（1967年4月 - 1968年3月、関西テレビ）
- ご存知からす堂（1967年10月 - 12月、フジテレビ）
- 大奥（1968年、関西テレビ/東映） - 松島 役
- 花は散るらん（1968年 - 1969年、東海テレビ）
- 妻と女の間（1969年4月 - 7月、毎日放送）
- 暖春（1969年4月 - 6月、フジテレビ） - 佐々木せい 役
- 女人武蔵（1971年4月 ― 9月、関西テレビ） - 出雲阿国 役
- ぼてじゃこ物語（1971年4月 - 12月、読売テレビ） - 堤川敬子 役
- 銭形平次 第285話「八丁堀の女」（1971年、フジテレビ/東映）- 志乃
- 夫婦学校 第1期 第20話「亭主関白とはいうけれど」（1972年、日本テレビ）
- 木枯し紋次郎 第1期 第8話「一里塚に風を断つ」（1972年、フジテレビ）
- 新・番頭はんと丁稚どん（1972年4月 - 12月、毎日放送/松竹芸能）
- 怪談 「大奥あかずの間」（1972年、毎日放送/歌舞伎座テレビ室）- 信子の方
- 冬物語（1972年11月 - 1973年4月、日本テレビ） - 足立圭子 役
- どてらい男（1973年 - 1977年、フジテレビ） - 糸路 役
- 百年目の恋（1973年10月 - 1974年3月、読売テレビ） - 和代 役
- 池田大助捕物日記（1974年10月 - 1975年3月、関西テレビ） - 波江 役
- NHK特集 明治の群像 海に火輪を 第4・5回「鹿鳴館 〜条約改正〜」前・後編（1976年4月 - 5月、NHK） - 速見綾子 役

### ワイドショー・情報番組
- 3時のあなた（1973年5月 - 1977年1月、フジテレビ系列） - 司会

## 著書
- 『泣いて笑って3時のわたし』〈Sankei drama books〉、サンケイ出版、1977年4月。
- 『できることできないこと』（世界文化社、2001年5月、ISBN 4418015094）
- 『決断のとき』（世界文化社、2007年7月、ISBN 978-4-418-07511-9）
- 『坂田藤十郎 扇千景―夫婦の履歴書』（日本経済新聞出版社、2008年10月、ISBN 978-4532166700）

※2008年4月の日本経済新聞朝刊最終面（文化面）に毎日掲載された「私の履歴書」をまとめたもの。